# Lossy-Formangueires

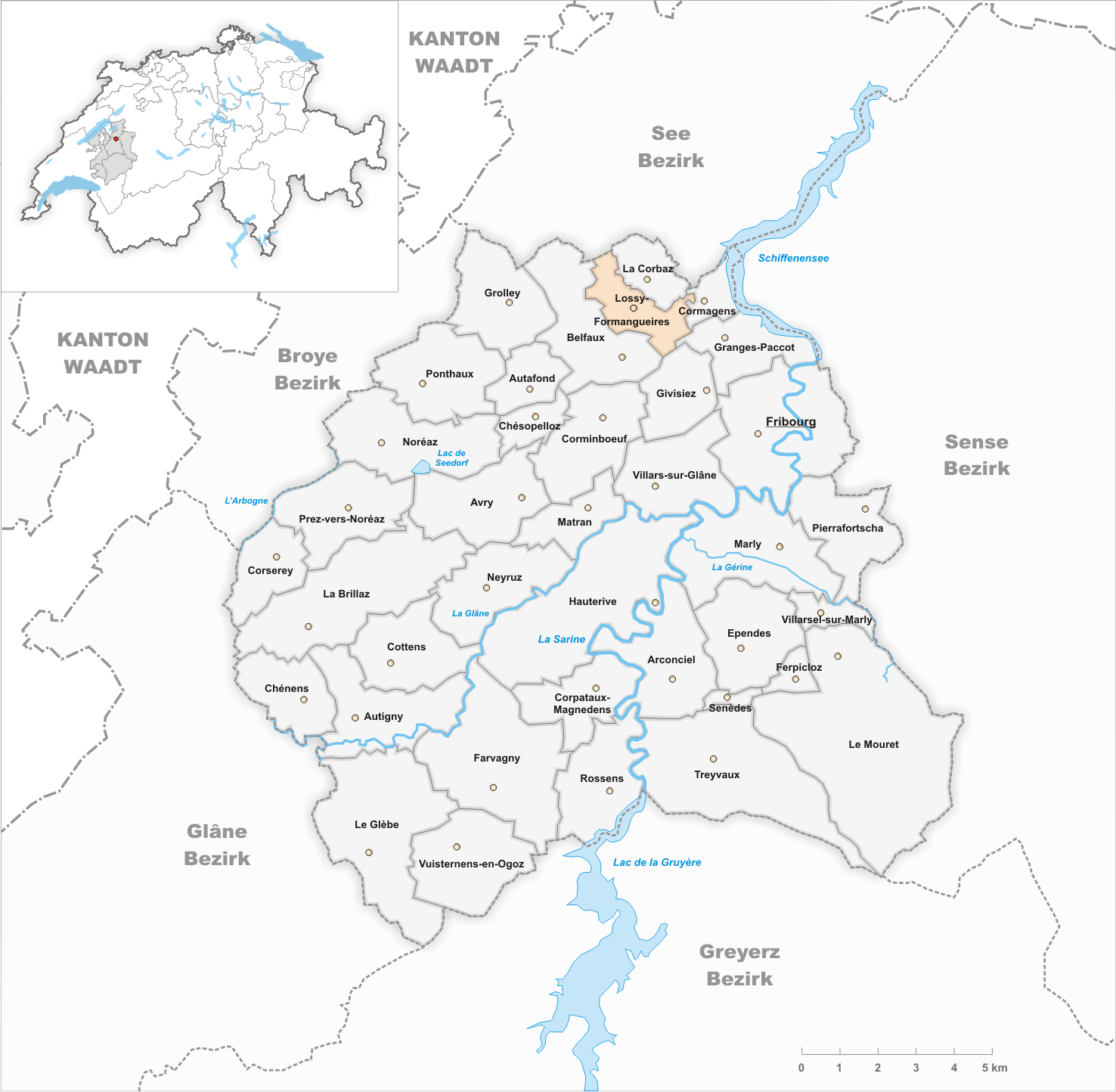
Gemeindestand vor der Fusion am 1. Januar 2004

Lossy-Formangueires ist eine ehemalige politische Gemeinde im District de la Sarine (deutsch: Saanebezirk) des Kantons Freiburg in der Schweiz. Sie bestand aus den Dörfern Lossy und Formangueires.

## Geographie
Lossy-Formangueires liegt auf rund 600 m ü. M., vier Kilometer nordwestlich der Kantonshauptstadt Freiburg (Luftlinie). Die Gemeinde erstreckte sich in der breiten Talmulde der Sonnaz und an den angrenzenden Hängen, im Molassehügelland des Freiburger Mittellandes. Die ehemalige Gemeindefläche betrug rund 3,0 km². Das Gebiet umfasste einen Abschnitt des Sonnaztals flankiert von den Waldhöhen Bois de la Faye (bis 640 m ü. M.) im Süden und Forêt cantonale (bis 690 m ü. M.) im Nordwesten.

## Bevölkerung
Mit 447 Einwohnern (2002) zählte Lossy-Formangueires vor der Fusion zu den kleinen Gemeinden des Kantons Freiburg. Die Gemeinde setzte sich aus Lossy (608 m ü. M.) nördlich und Formangueires (586 m ü. M.) südlich der Sonnaz sowie verschiedenen Einzelhöfen zusammen. Besonders in den letzten Jahren ist die Bevölkerungszahl durch den Bau neuer Einfamilienhäuser deutlich gewachsen. Bei der Volkszählung 1990 wurden 292 Einwohner gezählt.

## Geschichte
Schon seit 1834 arbeiteten die beiden Dörfer Lossy und Formangueires auf verschiedenen Gebieten eng zusammen und standen unter einer gemeinsamen Verwaltung. Mit Wirkung auf den 1. Januar 1982 wurde deshalb die Fusion zur Gemeinde Lossy-Formangueires durchgeführt.
Diese Gemeinde hatte allerdings nur 22 Jahre Bestand. Im Rahmen der vom Kanton Freiburg seit 2000 geförderten Gemeindefusionen entschieden sich die Stimmberechtigten von Lossy-Formangueires am 20. Mai 2003 mit einer Ja-Mehrheit von 100 % für das Zusammengehen mit den Gemeinden La Corbaz und Cormagens. Mit Wirkung auf den 1. Januar 2004 trat deshalb die Fusion zur neuen Gemeinde La Sonnaz in Kraft.